# 1992

## Події
- 1 січня — Португалія розпочала головування в Раді ЄС[1].
- 30 січня — Україна стала членом Парламентської асамблеї Наради з безпеки та співробітництва в Європі.
- 1 лютого — Україна встановила дипломатичні відносини з Румунією.
- 3 лютого — Україна встановила дипломатичні відносини з Туреччиною.
- 3 лютого — виконком Організації Визволення Палестини визнав незалежність України.
- 5 лютого — Україна встановила дипломатичні відносини з Норвегією.
- 6 лютого — Україна встановила дипломатичні відносини з Буркіна-Фасо.
- 7 лютого — Республіка Бенін визнала незалежність України.
- 8 лютого — Україна встановила дипломатичні відносини з Ватиканом і Азербайджаном.
- Стартували Зимові Олімпійські ігри 1992 у Альбервілі
- 10 лютого — Україна встановила дипломатичні відносини з Республікою Корея.
- 11 лютого — Республіка Ботсвана визнала незалежність України.
- 12 лютого — Україна встановила дипломатичні відносини з Латвією.
- 12 лютого — Демократична Соціалістична Республіка Шрі-Ланка визнала незалежність України.
- 13 лютого — Уганда визнала незалежність України.
- 14 лютого — Україна встановила дипломатичні відносини з Російською Федерацією.
- 18 лютого — Україна встановила дипломатичні відносини з Хорватією та Угандою.
- 19 лютого — Верховна Рада України затвердила тризуб як малий герб України.
- 22 лютого — Україна встановила дипломатичні відносини з Республікою Бурунді.
- 24 лютого — Україна встановила дипломатичні відносини з Республікою Бангладеш.
- 26 лютого — Україна встановила дипломатичні відносини з Фінляндією.
- 12 квітня — в Марне-Ла-Валле під Парижем відкрився Євродіснейленд.
- 19 квітня — Верховною Радою Вірменії прийнятий Герб Вірменії.
- 25 квітня — масові безлади у Афганістані.
- 29 квітня — Національна збірна України з футболу провела свій перший матч в Ужгороді проти збірної Угорщини в якому поступилася з рахунком 1-3, єдиний у цьому матчі гол господарів забив Іван Гецко, ставши першим бомбардиром збірної України.
- 10–26 червня — Чемпіонат Європи з футболу в Швеції.
- 15 червня — розпочав мовлення перший приватний телеканал ICTV.
- 1 липня — Велика Британія розпочала головування в Раді ЄС[1].
- 3 листопада — на Президентських виборах в США переміг Білл Клінтон.
- 7 лютого року підписаний Маастріхський Трактат (або Маастріхська Угода) про створення Європейського Союзу.
- ? — Заворушення у Лос-Анджелесі. Загинули 53 людини.
- ? — засновано Вищу духовну школу, сучасна назва — Українська євангельська теологічна семінарія.

## Наука і техніка
- 30 серпня — американські астрономи Девід Джевітт та Джейн Лу оголосили про відкриття першого об'єкта пояса Койпера 1992 QB1 за межами орбіти Плутона.

## Народилися
- 5 січня — С'юкі Вотергаус, англійська акторка та модель.
- 8 січня — Коке, іспанський футболіст.
- 11 січня 
  - Данієль Карвахаль, іспанський футболіст.
  - Юлія Хлиніна, російська акторка театру і кіно.
- 19 січня — Олександр Кривошапко, український співак.
- 19 січня — Логан Лерман, американський актор.
- 25 січня — Тетяна Терехова, українська теле- та радіоведуча.
- 31 січня — Олександр Логінов, російський біатлоніст.
- 5 лютого — Неймар, бразильський футболіст.
- 9 лютого — Дарія Мельникова, російська акторка театру і кіно.
- 11 лютого — Тейлор Лотнер, американський актор.
- 14 лютого:
  - Крістіан Еріксен, данський футболіст.
  - Фредді Гаймор, англійський актор.
- 23 лютого — Каземіро, бразильський футболіст.
- 24 лютого — Олексій Шевченко, український футболіст, воротар.
- 1 березня — Раміна Есхакзай, українська блогерка.
- 7 березня — Артем Шабанов, український футболіст.
- 10 березня 
  - Емілі Осмент, американська акторка і співачка.
  - Пилип Будківський, український футболіст.
- 13 березня — Кая Скоделаріо, британська акторка.
- 22 березня — Назар Борушок, український актор театру та кіно, чемпіон Європи з жиму штанги.
- 26 березня — Ніна Агдал, данська модель.
- 27 березня — Анжеліка Терлюга, українська каратистка, срібна призерка Олімпійських ігор 2020 року.
- 30 березня — Ірина Старшенбаум, російська кіноакторка.
- 10 квітня 
  - Данило Вахрушев, російський актор.
  - Андрій Говоров, український плавець.
  - Дейзі Рідлі, англійська акторка.
- 16 квітня — Себастьян Люксембурзький, принц Люксембургу.
- 17 квітня — Шкодран Мустафі, німецький футболіст албанського походження.
- 18 квітня — Хлоя Беннет, американська акторка та співачка.
- 20 квітня — Альона Венум, українська відеоблогерка, співачка.
- 21 квітня — Іско, іспанський футболіст.
- 24 квітня — Джо Кірі, американський актор і музикант.
- 30 квітня 
  - Марк-Андре тер Штеген, німецький футболіст.
  - Дмитро Бабак, український співак, переможець 5 сезону українського вокального шоу «X-Фактор».
- 8 травня — Олівія Калпо, американська модель, переможниця конкурсу «Міс Всесвіт 2012».
- 11 травня — Тібо Куртуа, бельгійський футболіст.
- 19 травня — Сем Сміт, англійський співак та автор пісень.
- 20 травня — Джек Глісон, ірландський актор.
- 1 червня — Кіра Пластиніна, російська дизайнерка одягу.
- 2 червня — Олександр Караваєв, український футболіст, крайній захисник збірної України та київського «Динамо».
- 3 червня 
  - Маріо Гетце, німецький футболіст.
  - Віктор Вихрист, український боксер.
- 10 червня — Кейт Аптон, американська акторка та модель.
- 12 червня — Філіппе Коутінью, бразильський футболіст.
- 14 червня — Деріл Сабара, американський актор.
- 15 червня — Мохаммед Салах, єгипетський футболіст.
- 17 червня — Анастасія Оруджова, українська акторка та гумористка.
- 22 червня — Олена Кравацька, українська шаблістка, срібна призерка Олімпійських ігор в командній шаблі.
- 24 червня — Давід Алаба, австрійський футболіст.
- 28 червня — Владислав Никитюк, український актор театру і кіно.
- 1 липня — Падон, український відеоблоґер, стрімер, летсплеєр та актор озвучення.
- 4 липня — Ірина Варвинець, українська біатлоністка.
- 6 липня — Ivan Navi, український співак.
- 7 липня — Тоні Гаррн, німецька топмодель.
- 9 липня — Дуглас Бут, англійський актор.
- 10 липня — Анастасія Цимбалару, українська акторка театру та кіно.
- 17 липня — Біллі Лурд, американська акторка.
- 22 липня — Селена Гомес, американська акторка, співачка.
- 3 серпня 
  - Олександра Заріцька, українська співачка, солістка гурту KAZKA".
  - Карлі Клосс, американська модель.
- 9 серпня — Ярослава Куряча, українська модель. Міс Україна 2011.
- 12 серпня 
  - Кара Делевінь, англійська акторка і супермодель.
  - Валерія Федорович, російська акторка театру і кіно.
- 13 серпня — Лукас Моура, бразильський футболіст.
- 16 серпня — Кентен Фійон-Має, французький біатлоніст, чемпіон світу.
- 20 серпня — Демі Ловато, американська акторка і співачка.
- 8 вересня — Брати Борисенко, український музичний дует.
- 16 вересня — Нік Джонас, американський співак і актор, учасник групи Jonas Brothers.
- 20 вересня — Сафура Алізаде, азербайджанська співачка.
- 21 вересня — Марія Музичук, українська шахістка.
- 30 вересня — Езра Міллер, американський актор.
- 11 жовтня — Cardi B, американська реп-виконавиця, авторка пісень.
- 12 жовтня — Джош Гатчерсон, американський актор кіно і телебачення.
- 19 жовтня — Kola, українська співачка.
- 23 жовтня 
  - Альваро Мората, іспанський футболіст.
  - Едуард Романюта, український співак, автор пісень, музикант.
- 27 жовтня — Стефан Ель-Шаараві, італійський футболіст.
- 29 жовтня — Соня Сухорукова, українська співачка, вокалістка гурту The Erised.
- 5 листопада — Марко Верратті, італійський футболіст.
- 14 листопада — Дмитро Янчук, український веслувальник-каноїст, бронзовий призер Олімпійських ігор.
- 23 листопада — Майлі Сайрус, американська поп-співачка та кіноакторка.
- 1 грудня — Марко ван Гінкел, нідерландський футболіст.
- 8 грудня — Юрій Борисов, російський актор театру і кіно.
- 9 грудня — Максим Коваль, український футболіст.
- 15 грудня — Джессі Лінгард, англійський футболіст.
- 21 грудня — Кирило Дицевич, білоруський актор театру та кіно.
- 24 грудня — Максим Малишев, український футболіст.

## Померли
- 21 січня — Чемпіон Джек Дюпрі (справжнє ім'я Вільям Томас Дюпрі), американський блюзовий музикант (нар. 1910).
- 24 січня — Тіна Чоу[en], американська модель, фешн-ікона 80-х та дизайнерка.
- 6 квітня — Айзек Азімов, американський письменник-фантаст, популяризатор науки.
- 20 квітня — Джонні Шайнс, американський блюзовий музикант (нар. 1915).
- 22 червня — Сокульський Іван Григорович, український поет, правозахисник, громадський діяч (народився 13 липня 1940).

## Нобелівська премія
- з фізики: Георгій Харпак — «За відкриття й створення детектерів часток, зокрема багатодротової пропорційної камери»
- з хімії: Рудольф Маркус — «За внесок в теорію реакцій переносу електрона в хімічних системах»
- з медицини та фізіології: Едмонд Фішер та Едвін Кребс — «За відкриття, що стосуються зворотного білкового фосфорилювання як механізму біологічної регуляції»
- з економіки: Гері Беккер — «За розширення сфери застосування мікроекономічного аналізу на широкий діапазон людської поведінки та взаємодії між індивідами»
- з літератури: Дерек Волкотт.
- Нобелівська премія миру: Рігоберта Менчу — «На знак визнання роботи за досягнення соціальної справедливості та етно-культурного примирення, заснованого на повазі прав корінних народів»

## Державна Премія УРСР імені Тараса Шевченка
Див. Національна премія України імені Тараса Шевченка — лауреати 1992 року.

## Державна премія України в галузі науки і техніки1992
Список лауреатів див. Лауреати Державної премії України в галузі науки і техніки (1992).